# 大自然之淚—為日本的海嘯犧牲者的追憶
《大自然之淚》是由華裔美國作曲家譚盾於2008年創作的一首敲擊樂協奏曲。樂曲最先在2012年8月18日由北德廣播交響樂團於德國漢堡作世界首演，指揮是譚盾，敲擊樂獨奏者是馬丁·格魯賓格。

## 意念
譚盾為敲擊樂藝術家馬丁·格魯賓格寫了這首曲子。 完成創作後，譚盾為馬丁·格魯賓格製作了一個視頻以作演奏示範，分享了譚盾對各種敲擊樂器的音色，展示了用手指輕彈、摩擦、刮擦等獨特的技巧。譚盾認為是敲擊樂器的聲音是最適合表現豐富的大自然。 大自然不僅僅代表一年中的四個季節，它還可以描繪它所擁有的許多動物，例如獅子或老虎，這些動物可以呈現出多種形式，可以是美麗的、威脅性的、友好的或充滿愛心的。

## 樂曲結構
譚盾的敲擊樂協奏曲分為三個樂章，每個樂章都代表著不同的自然色彩； 大自然的雷霆之色，大自然的熱情之色，大自然之能量之色——都與人類精神融為一體。
第一樂章《自然的威脅》是由譚盾在2008年從四川大地震而引發的記憶及無法忍受的瞬間損失。自然的威脅用定音鼓來描繪，表現了自然的溫柔和爆發力。 樂章從開始到結束之間的轉變均由獨奏者在定音鼓上運用了各種技巧表達出來，獨奏者需要使用不同的定音鼓棍及手指輕彈定音鼓，象徵著對自然的馴服。
第二樂章《自然之淚》誕生於譚盾在電視上觀看日本海嘯的現場直播。 譚盾相信在大自然的殘酷之後，一定會有大自然的遺憾，它是眼淚。 海嘯的悲劇以悲傷的馬林巴琴獨奏所奏出，顫音和層疊線條反映了自然界中的水及自然界的眼淚：雨水、河流和海洋的圖像。
第三樂章《自然之舞》來自譚盾對紐約市及其居民的敬畏和喜愛。 譚盾愛紐約，因為它不相信在眼淚中打滾。 颶風桑迪過後，曼哈頓下城和許多其他地方都斷電了，但紐約人從未失去活力和信心。《自然之舞》使用各種敲擊樂器，全部排列成一個圓圈。 在前兩個樂章的陰影下，譚盾將前兩個樂章的主題重新出現，並將它們與引入的新旋律混合在一起。

## 配器
獨奏者：定音鼓（6個）、馬林巴琴、顫音琴、鋼片琴、牛铃（5個）、西洋木魚（5個）、旋轉鼓（6個）、乳頭鑼（4個）、雨聲器、竹製風鈴
木管樂器：短笛、2長笛、2雙簧管、英國管、2單簧管、低音單簧管、2巴松管、低音巴松管
銅管樂器：4圓號、3小號、3長號、大號
敲擊樂器(4人)：定音鼓（6個）、堂鼓、大鼓、樂鞭、煞車鼓、牛铃（5個）、西洋木魚（5個）、旋轉鼓（6個）
弦樂器：第一小提琴、第二小提琴、中提琴、大提琴、低音大提琴、豎琴